# Суифт Енджиниъринг
Суифт Енджиниъринг е американска инженерна фирма, която изгражда автономни системи, хеликоптерии, подводниции, космически кораби, наземни превозни средства, роботизирании и композитни части. Изпълнителен директор е Хиро Мацушита, бивш състезател и внук на основателя на Панасоник, Коносуке Мацушита. Суифт Енджиниъринг произвеждаше състезателни автомобили за състезателни серии с отворени колела, в това число Формула Форд, Формула Атлантик, и Формула Нипон.
Компанията е проектирала и разработила над 500 състезателни коли.
Swift Xi е дъщерно дружество на Swift Engineering Inc., със седалище в Сан Клементе, Калифорния, САЩ. Офисът се намира в Кобе, Япония. Swift Xi предоставя консултации, обучение, дронове анализи и ИТ услуги за пълно обслужване на автономни технологии и роботи в Япония и по света.